# Zwembad Van Eyck

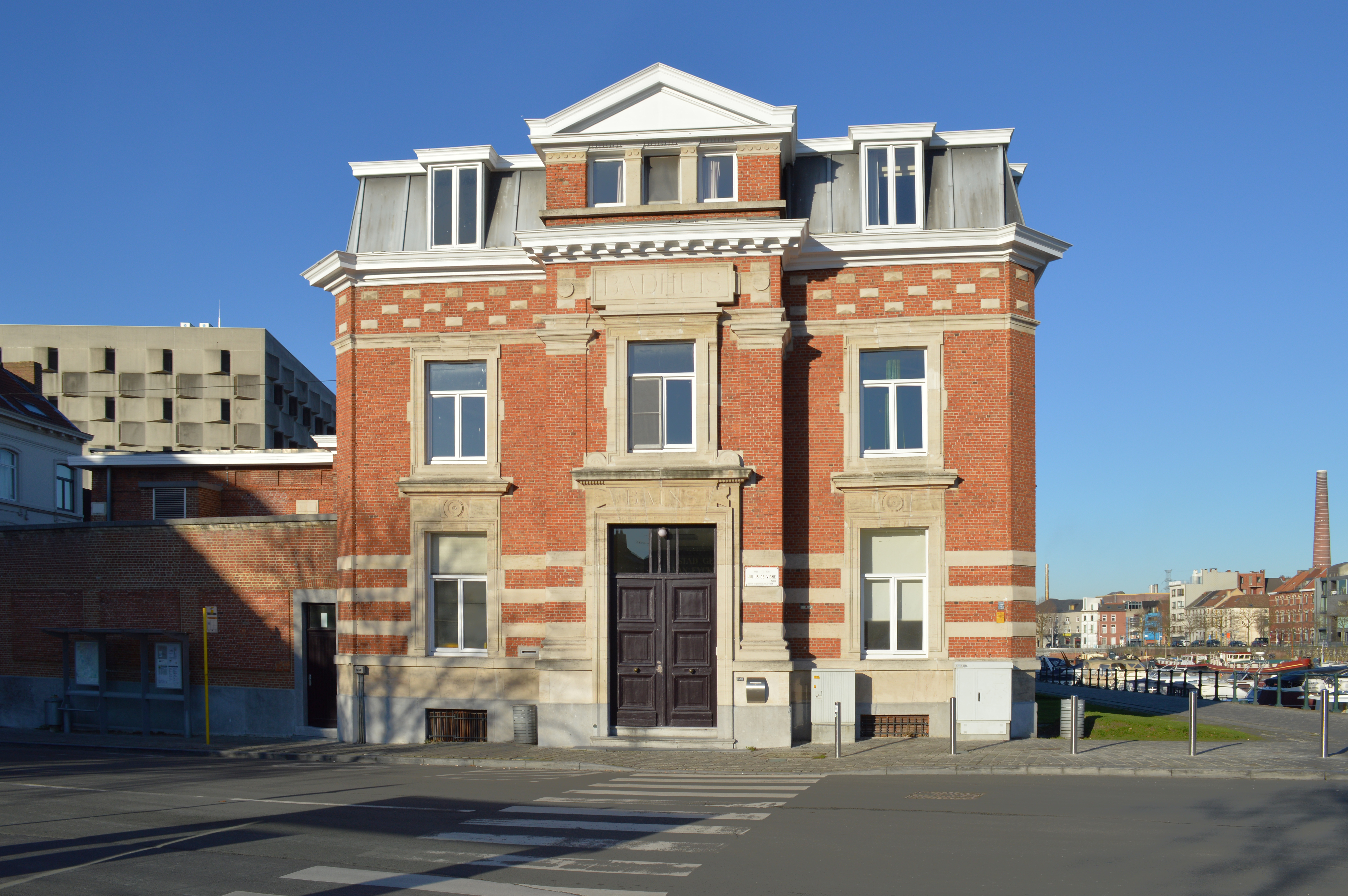
Zwembad Van Eyck gezien vanaf het Julius de Vigneplein.

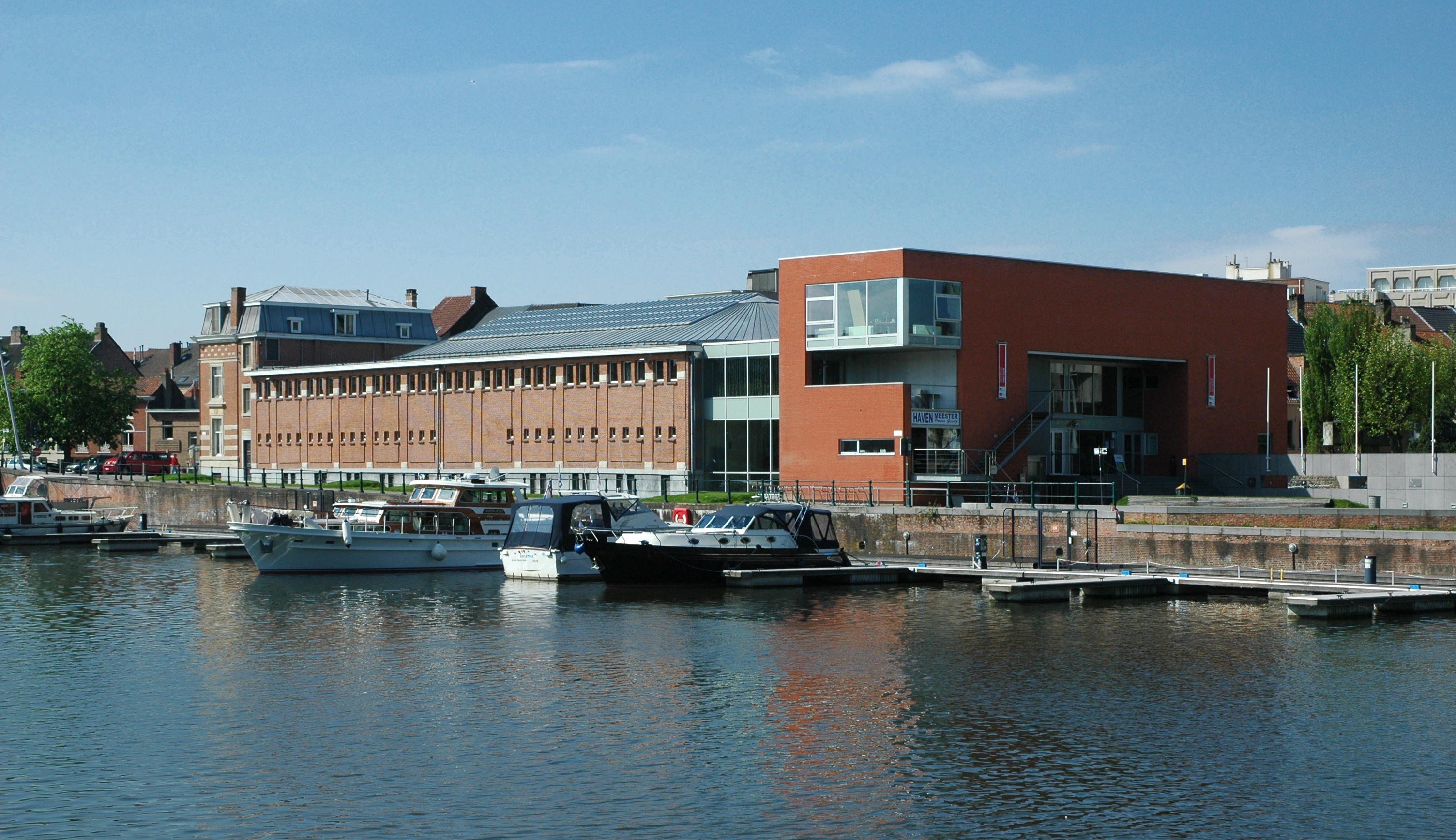
Het zwembad gezien vanaf de Voorhoutkaai aan de andere kant van het water.

Het zwembad Van Eyck is het oudste zwembad van België en bevindt zich aan de Portus Ganda te Gent. Het staat bekend om de art-deco-inrichting en wordt vaak "het mooiste zwembad van België" genoemd. Het werd gebouwd in 1886 en omvat een 25-meterbad, kuipbaden, omkleedruimtes, een cafetaria en de administratie van de nabijgelegen jachthaven. In 2001 werd het grondig gerenoveerd.

## Geschiedenis
De Société Anonyme des Bains et Lavoirs Publics besloot in 1886 samen met de stad Gent een zwem- en badhuis te bouwen. Het zwembad was van begin af aan voor alle klassen van de bevolking bedoeld. Edmond de Vigne ontwierp het gebouw op het Julius de Vigneplein. Het staat vlak bij de Schelde en er werd voor gezorgd dat het water van het zwembad en de badkuipen kon wegvloeien naar de rivier. Aanvankelijk kon het zwembad enkel in de zomer bezocht worden; vanaf 1932 was het ook 's winters open. In dat jaar werd er grondig verbouwd volgens de plannen van Fritz De Boever en Georges Audoor. Er werd onder meer een glazen dak boven het zwembad geplaatst en ook de kleedhokjes werden vernieuwd. Ook in 1952 werd er verbouwd: het zwembad werd toen geschikt gemaakt voor competitiezwemmen. Op 5 april 1995 werd het gebouw als monument erkend. Het zwembad was het enige zwembad met een natuurfilter bestaande uit verschillende lagen gesteenten om het zwemwater te zuiveren. Daarom was er veel minder chloor nodig dan in alle andere zwembaden en was het dus veel aangenamer om er te komen zwemmen.
In 2001 sloot het zwembad de deuren voor een grondige renovatie onder leiding van Ro Berteloot. Wegens de beschermde status diende de oorspronkelijke architectuur zoveel mogelijk behouden te blijven. Er diende echter ook beantwoord te worden aan de eisen van de VLAREM-wetgeving. Er werd besloten er een gebouw bij te plaatsen, zonder daarbij te raken aan het oorspronkelijke gebouw. Dit gebouw omvat de inkomhal en de cafetaria. In 2003 ging het zwembad weer open.
Tegenwoordig wordt het zwembad voornamelijk gebruikt voor schoolzwemmen, maar ook het publiek kan nog steeds gebruikmaken van het gebouw. Ook de badkuipen zijn nog steeds in gebruik.